# Iivo Niskanen
Iivo Niskanen, född den 12 januari 1992 i Uleåborg, är en finländsk längdåkare.
Niskanen har tävlat i världscupen sedan mars 2011. Med tre OS-guldmedaljer och framgångar i världscupen är han Finlands främsta aktiva långskidåkare.
Niskanen intresserade sig tidigt för skidåkning som hela hans familj har hållit på med. Iivo Niskanens äldre syster Kerttu Niskanen är också en framgångsrik skidåkare som vunnit medaljer i både OS och VM. Den 30 november 2014 tog Niskanen sin första världscupseger i herrarnas 15 kilometer i finska Ruka. Sedan dess har han samlat åtta segrar och 22 pallplaceringar totalt. År 2021 blev han trea på Tour de Ski.

## Mästerskap

### Olympiska spel
Niskanen vann OS-guld i herrarnas sprintstafett i samband med de olympiska längdskidtävlingarna 2014 i Sotji i par med Sami Jauhojärvi. I Sotji tog Niskanen en fjärde plats i 15 km klassiskt med bara 0,3 sekunder från bronsmedaljen.
I OS i Pyeong Chang 2018 vann Niskanen guld på 50 km klassisk stil med en överlägsen prestation. Detta var det första finska OS-guldet på den distansen sedan 1960 då Kalevi Hämäläinen vann i Squaw Valley.
Vid OS i Peking 2022 utökade Niskanen sin samling av medaljer med två individuella medaljer: ett överraskande OS-brons i skiathlon och sen ett överlägset OS-guld i 15 km klassiskt. I stafetten 4 x 10 km lyckade Finland inte ta medalj, men Niskanen körde ett "monsterlopp" på andra sträckan där han var över en halv minut snabbare än bland andra Aleksandr Bolsjunov och hade även en snabbare tid än många av fristilsåkarna.

### Världsmästerskap
I VM på hemmaplan 2017 körde Niskanen ånyo lagsprint i par med Jauhojärvi. Niskanen gjorde upp med norrmannen Emil Iversen om guldmedaljen. Han kom i hög fart och skulle precis passera norrmannen men en genomtrött Iversen steg in i Niskanens spår och fällde dem båda. Italien och Ryssland gick förbi men Niskanen lyckades föra Finland i mål som trea.
Niskanen fick sedan revansch på 15 km klassisk stil, där han vann en överlägsen seger. Niskanens segermarginal till andraplacerade Sundby var 17,9 sekunder och till tredjeplacerade Dyrhaug 31,3 sekunder.
I nästa VM i Seefeld 2019 var Niskanen åter en segeraspirant på 15 km klassiskt och trots ett vallningsfel slutade han trea och tog bronsmedaljen. I 30 km skiathlon kom han på fjärde plats.
I Oberstdorf 2021 blev Niskanen utan medalj när han slutade sexa i 50 km klassiskt, vilket var en stor besvikelse för honom. I stafetten körde han åter den bästa andra sträckan av alla; Finland placerade sig som 6:a till slut.